# Каллиграммы
«Каллиграммы» (фр. Calligrammes) — сборник стихов французского поэта Гийома Аполлинера, опубликованный в 1916 году.

## Содержание
Работать над «Каллиграммами» Аполлинер начал в 1913 году. Он сам придумал это слово, ставшее гибридом терминов «каллиграфия» и «идеограмма». «Каллиграмма» — это стихотворение, текст которого набран в виде определённого изображения (звезды, дома, косых линий дождя и т. п.), что создаёт дополнительные смыслы. Понимая ограниченность этого подхода, поэт достаточно быстро от него отказался: если в первом разделе сборника из 16 стихотворений «каллиграммами» являются 6, то во втором — 1 из 13. Тем не менее название книги осталось.
Сборник включает 6 разделов, созданных по хронологическому и идейному принципу. Он заканчивается несколькими стихотворениями, обращёнными в будущее. Главная тема книги, по словам литературоведа А. Скуратовской, — «трагическое переживание войны».